# 프란시스코 포르티요
프란시스코 포르티요 솔레르(스페인어: Francisco Portillo Soler, 1990년 6월 13일 ~ )는 스페인의 축구 선수로, 현재 UD 알메리아에서 뛰고 있다. 포지션은 공격형 미드필더이다.